# Padwoscie
Padwoscie (biał. Падвосце; ros. Подвостье, Podwostje) – wieś na Białorusi, w obwodzie homelskim, w rejonie żytkowickim, w sielsowiecie Jurkiewicze.

## Historia
Miejscowość powstała w czasach sowieckich. Od 1991 położone jest w niepodległej Białorusi.